# Forno di Zoldo
Forno di Zoldo – miejscowość i gmina we Włoszech, w regionie Wenecja Euganejska, w prowincji Belluno.
Według danych na styczeń 2009 gminę zamieszkiwało 2598 osób przy gęstości zaludnienia 32,6 os./1 km².
1 stycznia 2016 gmina została zlikwidowana.